# عصائبية
العَصائبيّة، تسمى أيضًا الشعرية (بالإنجليزية: Noodle) وتُنقحر نودلز، وهو نوع من الطعام يتكون من نوع من العجائن المسلوق في الماء المغلي، الاسم الانجليزي مشتق من كلمة Nudel الألمانية التي تعنى المعكرونة. من الممكن أن يكون له صلة بالكلمة اللاتينية Nodus أي العقدة، عصائبية هي مصطلح عام لكل العجائن المسلوقة في الماء المغلي والتي تكون على شكل الشعرية، ولا تؤثر مكونات العجينة على التسمية مطلقاً.
أول من أبتكر العصائبية هي أسرة هان الشرقية بين 25 و225 ميلادية. في أكتوبر عام 2005، اكتشفت أقدم عصائبية على وجه الأرض وعثر عليها في منطقة لاجيا في تشينغهاي الصينية، تلك العصائبية التي ظهر انها مصنعة من ذيل الثعلب الدخن.

## أنواع العصائبية حسب المكون الأساسي
الدخن
- النوع الأقدم صنعاً (صنع في عام 2000 قبل الميلاد)
- مكان الصنع: الهند

القمح

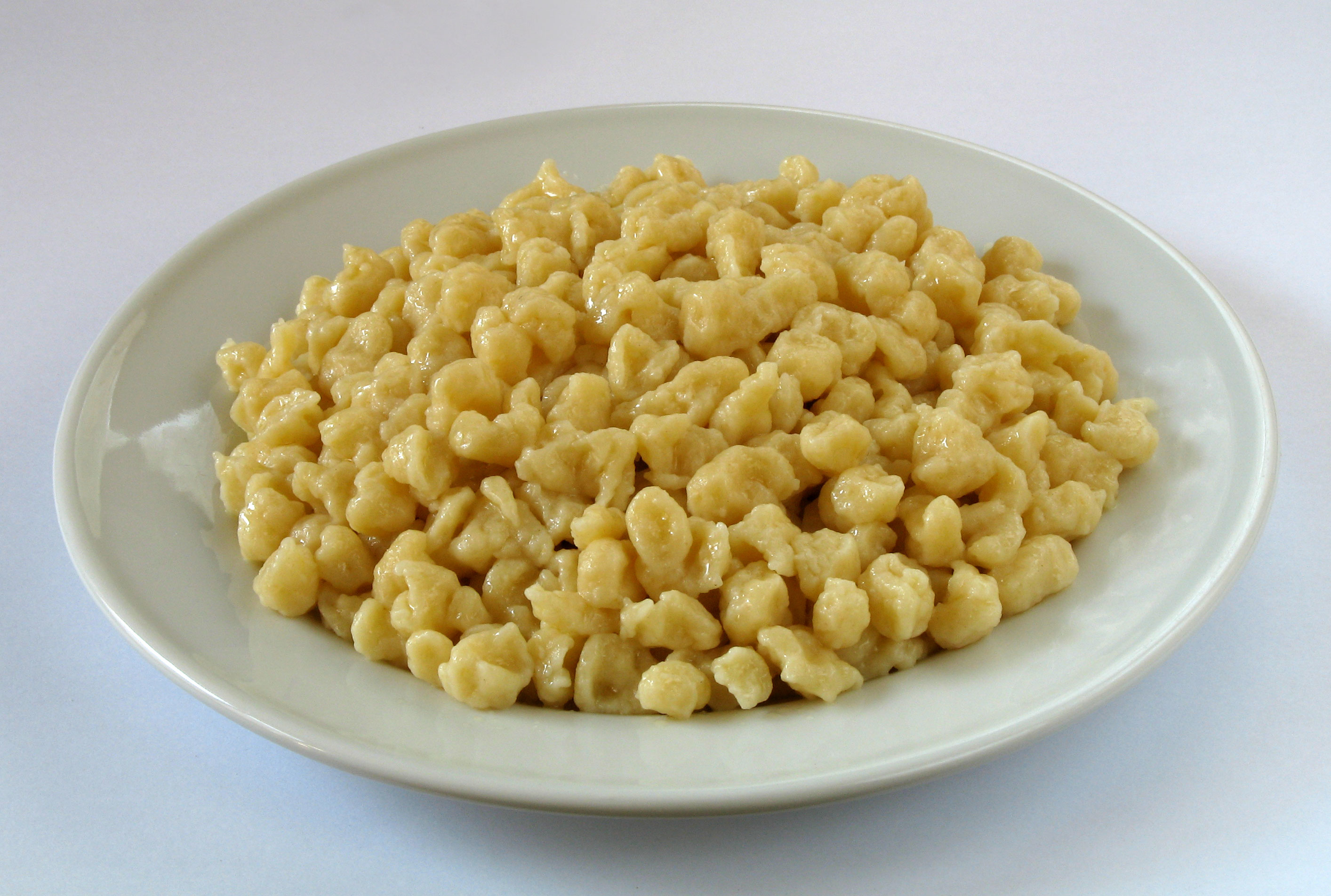
عصائبية ألمانية صناهة يدوية تدعى سباليتزى شبتزلي

- تشوكا مين (chûka men(باليابانية: 中華麺)): اليابانية «الشعرية الصينية»: نوع يابانى من العصائبية وتستخدم أيضا لرامن((باليابانية: 拉面 أو ラーメン) râmen)، تشانبون (en:chanpon(باليابانية: ちゃんぽん))، ياكيسوبا.
- مى بوك (: شعرية شهيرة في جنوب شرق آسيا
- باستا: بها 350 مكون من المطبخ الإيطالى
- سومين (en:sômen(باليابانية: そうめん　أو 素麺)): عصائبية يابانية شديدة الدقة (رفيعة)
- سباتتزلى: نوع من العصائبية مصنوع من القمح والبيض
- أودون (باليابانية: 饂飩 أو うどん) هي نوع من الشعرية الثخينة المصنوعة من دقيق القمح

الأرز
- هي فين (mǐf fén (بالصينية: 米粉)) أو هوفن (en:héfěn (بالصينية: 河粉)): نوع من العصائبية جنوب الصين وجنوب شرق الآسيا مصنوع من الأرز

حنطة سوداء
سوبا(سوبا(باليابانية: 蕎麦　أو そば)،): نوع من العصائبية اليابانية
فول مونج
- شعرية سيلوفان: تعرف أيضا باسم العصائبية الزجاجية (en:fěn sī(بالصينية: 粉絲 أو  粉丝))، في شرق آسيا وجنوب شرق آسيا.

## أنواع أطباق العصائبية
- الأساسية الشعرية: هذه هي مطهية في الماء أو مرق، ثم ينضب. الأغذية الأخرى ويمكن إضافة (على سبيل المثال صلصة المعكرونة) أو الشعرية، إضافة إلى الأغذية الأخرى (انظر lasagna المقلية أو الشعرية)
- فريد الشعرية: أطباق مصنوعة من اثارة الشعرية المقلية مع مختلف اللحوم والمأكولات البحرية أو الخضروات. ومن أمثلة ذلك، شاو مين en:lo mein، en:Mie gorengen:fhokkien mee، بعض أنواع en:pancit، ياكيسوبا من اليابان.
- حساء المعكرونة: قدمت في حساء الشعرية. ومن الأمثلة phở، حساء لحم البقر، رامن، en:saiminen:laksa وen:batchoyen:Naengmyeon وحساء الدجاج والمعكرونة.

## المعلومات الغذائية
يحضّر طبق العصائبية باللحم والخضار باستخدام العصائبية بالبيض، اللحم، الفطر، الفول، براعم الخيزران، البصل، المرق، دقيق الذرة، زيت السمسم، زيت نباتي، البيض، صلصة الصويا، الملح والسكر. تحتوي وجبة العصائبية باللحم والخضار (650غ تقريباً)، بحسب موقع شهية، على المعلومات الغذائية التالية:
- السعرات الحرارية: 423
- الدهون: 21
- الدهون المشبعة: 7
- الكوليسترول: 116
- الكاربوهيدرات: 30
- البروتينات: 34

مع العلم أنه لم يتم احتساب الزيت النباتي

## معرض صور

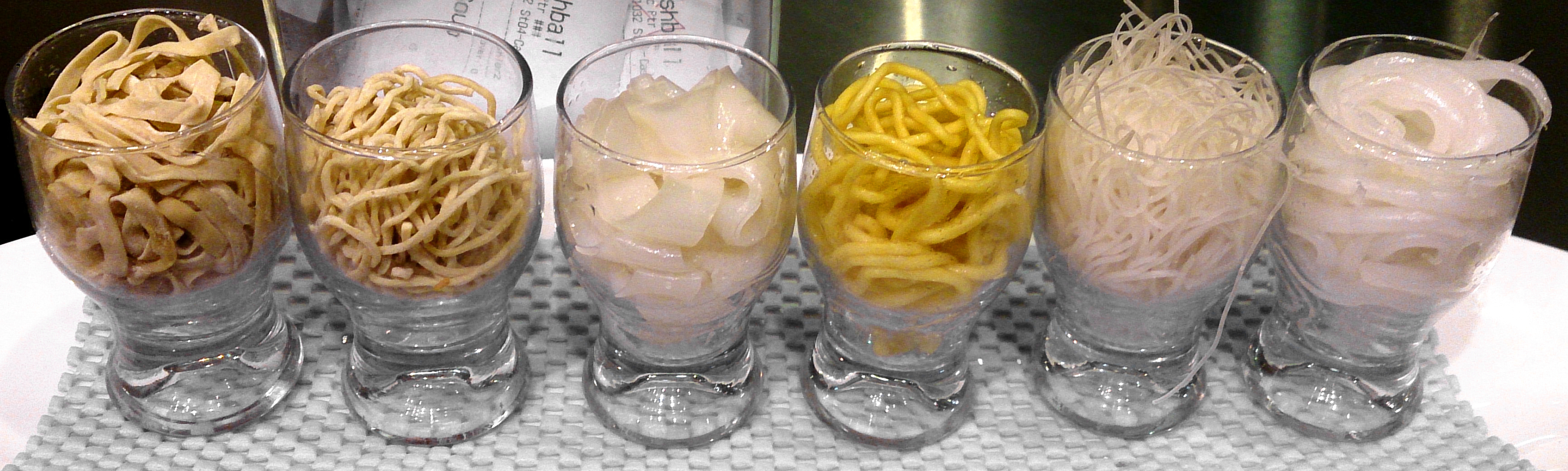
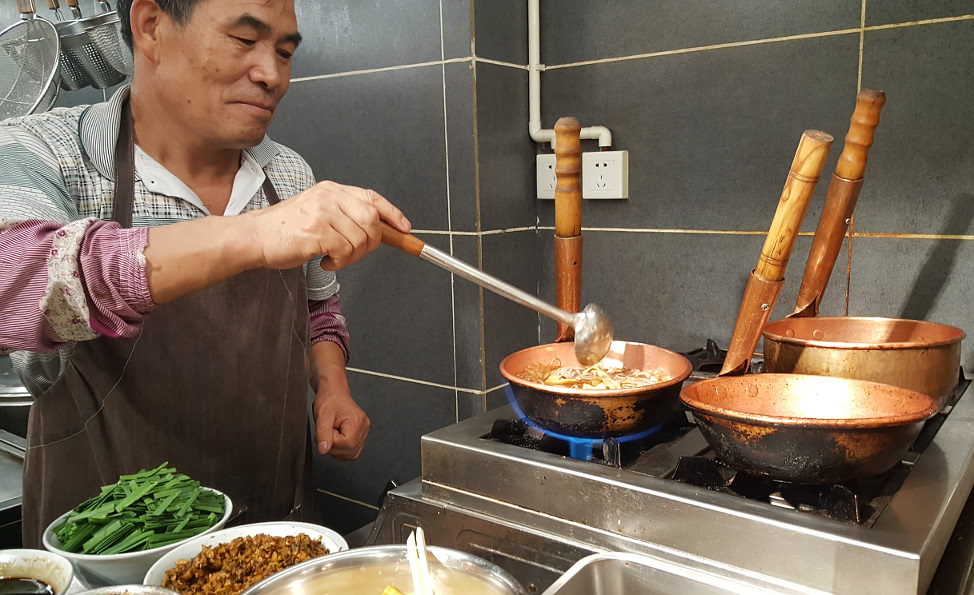
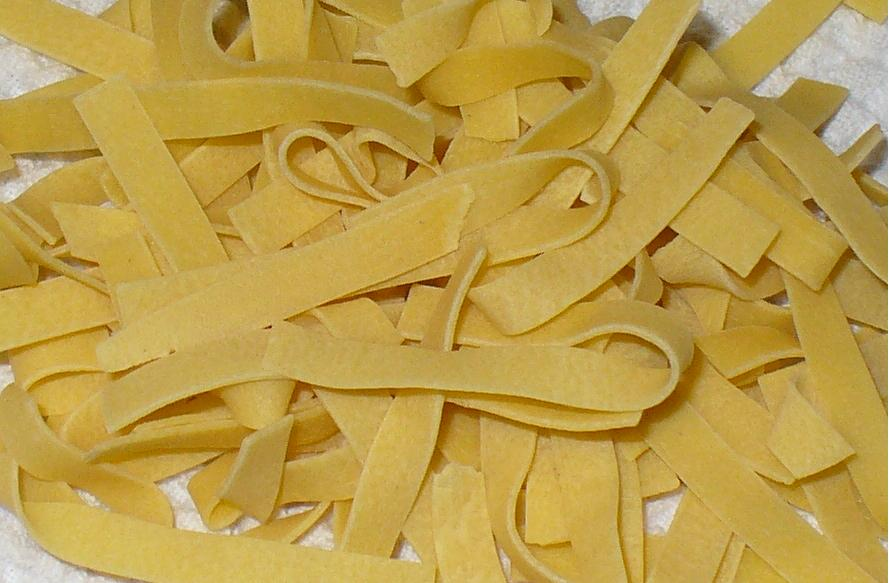
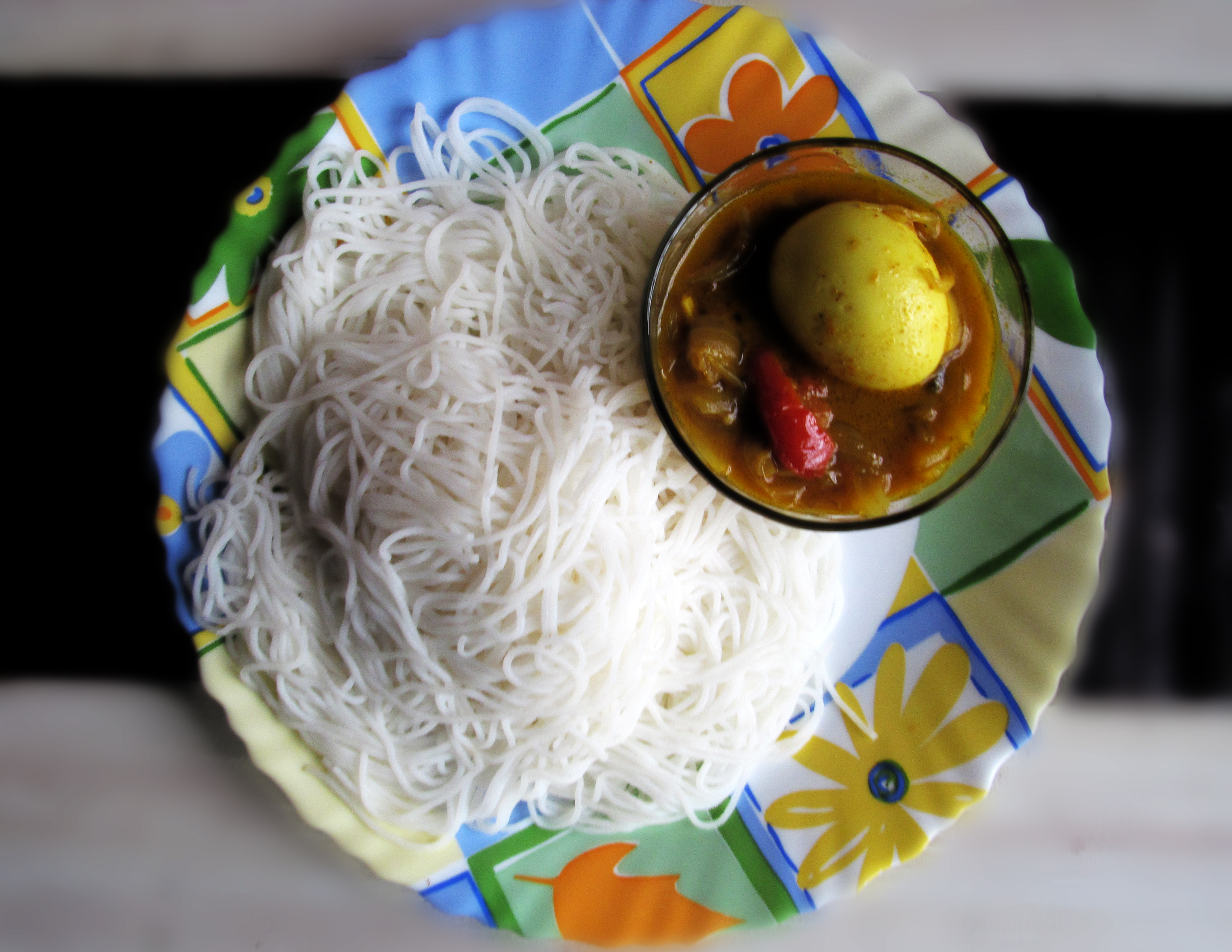